# Tour der irischen Rugby-Union-Nationalmannschaft nach Nordamerika 1989
| Tour der Iren nach Nordamerika 1989 | Tour der Iren nach Nordamerika 1989 | Tour der Iren nach Nordamerika 1989 | Tour der Iren nach Nordamerika 1989 | Tour der Iren nach Nordamerika 1989 |
| Übersicht                           | S                                   | G                                   | U                                   | N                                   |
| ----------------------------------- | ----------------------------------- | ----------------------------------- | ----------------------------------- | ----------------------------------- |
| Sonstige Spiele                     | 4                                   | 4                                   | 0                                   | 0                                   |
| Gesamt                              | 4                                   | 0                                   | 0                                   | 0                                   |

Die Tour der irischen Rugby-Union-Nationalmannschaft nach Nordamerika 1989 umfasste eine Reihe von Freundschaftsspielen der irischen Rugby-Union-Nationalmannschaft. Sie reiste im August und September 1989 durch Kanada und die Vereinigten Staaten, wobei sie während dieser Zeit vier Spiele bestritt. Darunter waren zwei Begegnungen mit der kanadischen und der amerikanischen Nationalmannschaft, die beide jedoch nicht den Status von Test Matches hatten. Hinzu kamen zwei Partien gegen regionale Auswahlteams. In sämtlichen Spielen gingen die Iren als Sieger vom Platz. Diese Tour war eher experimenteller Natur, da mehrere irische Stammspieler für die British Lions gespielt hatten, die eben erst von ihrer Australien-Tour zurückgekehrt waren.

## Spielplan
- Hintergrundfarbe grün = Sieg

(Ergebnisse aus der Sicht Irlands)
| # | Datum              | Gegner                       | Ort                   | Stadion             | Ergebnis |
| - | ------------------ | ---------------------------- | --------------------- | ------------------- | -------- |
| 1 | 30. August 1989    | British Columbia Rugby Union | Vancouver             | Thunderbird Stadium | 21:18    |
| 2 | 02. September 1989 | Kanada                       | Victoria              | Centennial Stadium  | 24:21    |
| 3 | 06. September 1989 | Midwest XV                   | Northfield (Illinois) |                     | 58:6     |
| 4 | 09. September 1989 | Vereinigte Staaten           | New York              | Downing Stadium     | 32:7     |

## Länderspiele
(ohne Test-Match-Status)
| 2. September 1989 | Kanada                                 | 21 : 24        | Irland                                                                   | Centennial Stadium, Victoria Schiedsrichter: Don Reordan (USA) |
| 2. September 1989 | Straftritte: Wyatt (6) Dropgoals: Rees | (12:6) Bericht | Versuche: Dunlea Sexton Erhöhungen: Kiernan (2) Straftritte: Kiernan (4) | Centennial Stadium, Victoria Schiedsrichter: Don Reordan (USA) |

Aufstellungen:
- Kanada: Shayne Brown, Glen Ennis , Eddie Evans, John Graf, Steve Gray, Norman Hadley, Gordon MacKinnon, Roy Radu, Gareth Rees, Geoffrey Relph, Bobby Ross, David Speirs, Paul Szabo, Mark Wyatt, Tom Woods
- Irland: Fergus Aherne, Willie Anderson , Nicky Barry, Paul Clinch, Keith Crossan, Fergus Dunlea, Mike Kiernan, Noel Mannion, Philip Matthews, Denis McBride, J. J. McCoy, John McDonald, Nick Popplewell, Brian Rigney, John Sexton 
 Auswechselspieler: Michael Bradley, Tom Clancy

| 9. September 1989 16:00 EDT | Vereinigte Staaten                    | 7 : 32         | Irland | Downing Stadium, New York |
| 9. September 1989 16:00 EDT | Versuche: Siano Straftritte: Williams | (7:10) Bericht | Versuche: Bradley Crossan Dunlea Mannion Erhöhungen: Kiernan (2) Straftritte: Kiernan (3) Dropgoals: Smith | Downing Stadium, New York |

Aufstellungen:
- USA: Rob Farley, Gary Hein, Kevin Higgins, Willie Jefferson, Gerry McDonald, Pat Johnson, Bill Leversee, Ray Nelson, Chris O’Brien, Fred Paoli, Mike Saunders , Mike Siano, Kevin Swords, Brian Vizard, Mark Williams 
 Auswechselspieler: Alec Montgomery
- Irland: Fergus Aherne, Willie Anderson , Paul Clinch, Keith Crossan, Fergus Dunlea, Mike Kiernan, Noel Mannion, Philip Matthews, J. J. McCoy, John McDonald, Patrick O’Hara, Nick Popplewell, Brian Rigney, John Sexton, Brian Smith 
 Auswechselspieler: Michael Bradley, Phil Danaher, Terry Kingston